# Pace di Nicia
La pace di Nicia è un trattato di pace stipulato fra Atene e Sparta, firmato da re Plistoanatte e Nicia, che prevedeva una pace cinquantennale al termine della guerra Archidamica; il nome di questo trattato è spesso usato anche per indicare il periodo di pace che ne seguì, compreso fra il 421 a.C. ed il 414 a.C., anno della ripresa della guerra.
Fase della guerra, che era stata conclusa principalmente per la sconfitta ateniese presso Anfipoli, ad opera di Brasida, generale spartano la cui morte (insieme a quella di Cleone) rese più agevole l'instaurazione di trattative.

## Clausole
- Sparta doveva restituire Anfipoli e lasciare il controllo delle città della penisola Calcidica e della Tracia;
- Atene doveva restituire i prigionieri di Sfacteria e abbandonare i presidi della lega delio-attica in Peloponneso;
- Alleanza strategica delle due polis contro nemici "esterni", condita da un patto di non aggressione tra Sparta e Tebe.

## Cause
Sparta temeva che la fine dell'accordo di pace trentennale con Argo nel 446 a.C., potesse unire la città del Peloponneso all'acerrima nemica. Nel 421 a.C. infatti, allo scadere del trattato con Sparta, Argo rifiutò di rinnovare il trattato adducendo come scusa la mancata restituzione del territorio della Cinuria che gli Spartani avevano assegnato agli esuli di Egina nel 431 a.C. e che gli Argivi reclamavano come loro. 
Per di più le città dell'Elide e Mantinea si allearono ad essa, affrancandosi dall'egemonia spartana.
Atene ritrova nella rinfrancata città di Tebe vittoriosa a Delio la spina sul fianco del suo impero.

## Conseguenze
Si trattò in realtà di un periodo di riarmo, prima che riprendesse il conflitto, dove le due polis svolsero un ingente lavoro diplomatico. Primo per rinsaldare le alleanze all'interno delle rispettive leghe, secondo per tenere a bada le città meno propense alla pace, come Corinto e Megara (il cui porto meridionale era in mano ateniese) uscite malconce dalla trattativa avendo perso gran parte della loro sfera di influenza, specialmente commerciale.
Ad Atene questa fase vide l'affermazione di Nicia da una parte, e dell'emergente e scalpitante Alcibiade dall'altra; quest'ultimo sostenne il progetto di una spedizione in Sicilia allo scopo di consolidare la sua posizione indebolita dopo anni di guerra.
Nel frattempo Sparta vinse la battaglia di Mantinea (418 a.C.) consolidando la sua influenza sul Peloponneso ed il suo peso nella Lega peloponnesiaca.
Mentre "Atene partiva per la Sicilia", con Alcibiade e Nicia, Sparta allestiva trattative con la Persia di Dario II; Alcibiade disertò in corso di campagna perché accusato del cosiddetto "scandalo delle erme" e, piuttosto che presentarsi al cospetto dei giudici in patria, preferì consegnarsi agli spartani. Mentre gli ateniesi realizzavano un risultato bellico disastroso, Sparta e Persia riaprirono unite le ostilità.